# Castlevania III: Dracula’s Curse
Castlevania III: Dracula’s Curse (оригинальное японское название 悪魔城伝説 (акумадзё: дэнсэцу, «Легенда о дьявольском замке»)) — заключительная игра в классической трилогии Castlevania, выпущенная для Nintendo Entertainment System компанией Konami в Японии, США и Европе (1992, уже после европейского релиза Super Castlevania IV). Позднее игра была выпущена в Wii Virtual Console.

## Игровой процесс

Вступительная заставка в игре

Castlevania III вновь возвращается к игровому процессу первой части, однако в третьей части появился нелинейный сюжет. В нескольких местах игроку предстоит сделать выбор — каким путём идти дальше, что повлияет на итоговую концовку игры.
В игре есть два основных пути, которые длятся на протяжении пятнадцати стадий, некоторые из которых необязательны. Каждая линия занимает по девять стадий (плюс одна необязательная). Верхний путь проходит через озеро к главному мосту и воротам замка Дракулы, нижний путь проходит через подземные туннели и пещеры. Кроме того, нижний путь имеет собственную небольшую сюжетную развилку. Оба пути вновь сходятся в главном зале замка.
После победы над Дракулой, игра начнётся заново, но с повышенной сложностью. Враги стали сильнее и наносят больше урона, вместо голов Медуз летают черепа, которые хаотично перемещаются по воздуху. В американской версии некоторые слабые враги заменяются на усиленные аналоги.

## Сюжет
Castlevania III: Dracula’s Curse является приквелом к Castlevania, действия которого происходят за два века до событий оригинальной игры. Основным действующим лицом становится Тревор Бельмонт, предок Саймона Бельмонта.
В 1476 году граф Дракула появляется в Европе. Семью Бельмонтов, изгнанников из Валахии и охотников за вампирами, снова призывают на борьбу с нависшей угрозой.

## Критика
Журнал Nintendo Power поместил игру на восьмое место в списке самых лучших игр для Nintendo Entertainment System, отметив значительное улучшение игры по сравнению с предыдущими частями серии.

## Различия региональных версий
Помимо другого названия (Akumajō Densetsu), в японской версии есть и другие отличия.
- Музыка и звуковые эффекты. Оригинальный японский релиз для Famicom содержал специальную микросхему управления памятью (маппер) Konami VRC6, которая, помимо своих прямых обязанностей, также добавляла три дополнительных звуковых канала к стандартным пяти. Консоли для американского и японского рынка были аппаратно несовместимы — в слоте NES не было разъёмов, необходимых для подключения внешних микросхем с картриджа, поэтому игра для североамериканского рынка поставлялась с маппером MMC5 производства Nintendo, в котором не было дополнительных звуковых каналов. В итоге звуковое сопровождение в игре было переработано для стандартных пяти каналов, что серьёзно ухудшило звучание по сравнению с оригинальным релизом.[3]
- Персонаж Грант. В американской версии Грант атакует, нанося удары ножом, а в японской версии Грант мечет ножи (аналогично как предмет ножи) и при этом не расходует сердца.
- Финальная битва. В американской версии при гибели в финальной битве с Дракулой, игрока отбрасывает в самое начало уровня, в японской версии игрок стартует у лестницы перед битвой. При этом в японской версии битва заметно легче американской.
- Ханчбекс. Враг напоминает прыгающего человечка, в японской версии заменён на Гремлина.
- Имя главного героя. В японской версии главного героя зовут Ральф Бельмонт, в американской же версии его имя — Тревор.